# Hockey su ghiaccio ai XXIV Giochi olimpici invernali - Qualificazioni al torneo maschile
Al torneo maschile di hockey su ghiaccio sono qualificate di diritto le prime otto squadre del ranking IIHF, rilevato dopo il mondiale 2019: Canada, Finlandia, Repubblica Ceca, Russia, Germania, Stati Uniti, Svezia e Svizzera. A queste si aggiunge la Cina, in qualità di paese ospitante.
Le altre tre si sono qualificate dai tre tornei di qualificazione, a loro volta preceduti da tre turni di prequalificazione.
Le qualificazioni si sono svolte dal 26 al 29 agosto 2021 (inizialmente la disputa era prevista per il 27-30 agosto 2020, ma la IIHF optò per lo spostamento di un anno a causa della pandemia di COVID-19), mentre i tre turni di prequalificazioni rispettivamente dal 7 al 10 novembre 2019, dal 12 al 15 dicembre 2019 e dal 6 al 9 febbraio 2020.

## Squadre qualificate
| Evento                        | Date                           | Luogo               | Posti | Qualificate                                                            |
| ----------------------------- | ------------------------------ | ------------------- | ----- | ---------------------------------------------------------------------- |
| Paese ospitante               | 17 maggio 2018                 | Copenaghen          | 1     | Cina                                                                   |
| Classifica mondiale IIHF 2019 | 31 marzo 2016 – 26 maggio 2019 | Bratislava e Košice | 8     | Canada Russia Finlandia Svezia Rep. Ceca Stati Uniti Germania Svizzera |
| Tornei di qualificazione      | 26-29 agosto 2021              | Bratislava          | 1     | Slovacchia                                                             |
| Tornei di qualificazione      | 26-29 agosto 2021              | Riga                | 1     | Lettonia                                                               |
| Tornei di qualificazione      | 26-29 agosto 2021              | Oslo                | 1     | Danimarca                                                              |
| Totale                        |                                |                     | 12    |                                                                        |

## Seedingper l'accesso alle qualificazioni
Per qualificarsi direttamente, una nazionale doveva essere nei primi otto posti del ranking al termine del campionato mondiale 2019.

### Sistema di punteggio del ranking IIHF
| Pos.  | 1    | 2    | 3    | 4    | 5    | 6    | 7    | 8    | 9   | 10  | 11  | 12  | 13  | 14  | 15  | 16  | 17  | 18  | 19  | 20  | ... |
| Punti | 1200 | 1160 | 1120 | 1100 | 1060 | 1040 | 1020 | 1000 | 960 | 940 | 920 | 900 | 880 | 860 | 840 | 820 | 800 | 780 | 760 | 740 | ... |

I punteggi relativi ai tornei del più recente negli anni presi in considerazione vengono presi per intero; quelli relativi al secondo anno, vengono conteggiati per il 75%; quelli relativi al terzo anno, vengono conteggiati al 50%; quelli relativi al quarto anno per il 25%.
|  | Qualificate direttamente a Pechino 2022          |
|  | Entrano direttamente al torneo di qualificazione |
|  | Entrano al terzo turno delle prequalificazioni   |
|  | Entrano al secondo turno delle prequalificazioni |
|  | Entrano al primo turno delle prequalificazioni   |

| Qualifying seed | Team                 | WC 2019 (100%) | WC 2018 (75%) | OLY 2018 (75%) | WC 2017 (50%) | WC 2016 (25%) | Total |
| --------------- | -------------------- | -------------- | ------------- | -------------- | ------------- | ------------- | ----- |
| 1               | Canada               | 1160           | 1100          | 1120           | 1160          | 1200          | 3705  |
| 2               | Russia               | 1120           | 1040          | 1200           | 1120          | 1120          | 3640  |
| 3               | Finlandia            | 1200           | 1060          | 1040           | 1100          | 1160          | 3615  |
| 4               | Svezia               | 1060           | 1200          | 1060           | 1200          | 1040          | 3615  |
| 5               | Rep. Ceca            | 1100           | 1020          | 1100           | 1020          | 1060          | 3465  |
| 6               | Stati Uniti          | 1020           | 1120          | 1020           | 1060          | 1100          | 3430  |
| 7               | Germania             | 1040           | 920           | 1160           | 1000          | 1020          | 3355  |
| 8               | Svizzera             | 1000           | 1160          | 940            | 1040          | 920           | 3325  |
| 9               | Slovacchia           | 960            | 960           | 920            | 860           | 960           | 3040  |
| 10              | Lettonia             | 940            | 1000          | 860            | 940           | 880           | 3025  |
| 11              | Norvegia             | 900            | 880           | 1000           | 920           | 940           | 3005  |
| 12              | Danimarca            | 920            | 940           | 800            | 900           | 1000          | 2925  |
| 13              | Francia              | 840            | 900           | 840            | 960           | 860           | 2840  |
| 14              | Bielorussia          | 780            | 840           | 880            | 880           | 900           | 2735  |
| 15              | Austria              | 820            | 860           | 780            | 800           | 740           | 2635  |
| 16              | Italia               | 860            | 780           | 760            | 820           | 780           | 2620  |
| 17              | Corea del Sud        | 760            | 820           | 900            | 780           | 720           | 2620  |
| 18              | Slovenia             | 740            | 720           | 960            | 840           | 800           | 2620  |
| 19              | Kazakistan           | 800            | 760           | 820            | 760           | 820           | 2570  |
| 20              | Regno Unito          | 880            | 800           | 660            | 680           | 660           | 2480  |
| 21              | Ungheria             | 720            | 740           | 700            | 720           | 840           | 2370  |
| 22              | Polonia              | 660            | 700           | 740            | 740           | 760           | 2300  |
| 23              | Giappone             | 640            | 660           | 720            | 660           | 700           | 2180  |
| 24              | Lituania             | 700            | 680           | 560            | 640           | 640           | 2110  |
| 25              | Ucraina              | 600            | 620           | 680            | 700           | 680           | 2095  |
| 26              | Estonia              | 620            | 640           | 600            | 620           | 600           | 2010  |
| 27              | Romania              | 680            | 600           | 580            | 560           | 580           | 1990  |
| 28              | Paesi Bassi          | 580            | 560           | 640            | 580           | 560           | 1910  |
| 29              | Croazia              | 540            | 580           | 620            | 600           | 620           | 1895  |
| 30              | Serbia               | 560            | 520           | 540            | 520           | 500           | 1740  |
| 31              | Spagna               | 500            | 440           | 520            | 460           | 540           | 1585  |
| Host            | Cina                 | 480            | 500           | 440            | 440           | 460           | 1520  |
| 32              | Islanda              | 420            | 460           | 480            | 480           | 480           | 1485  |
| 33              | Israele              | 440            | 400           | 460            | 400           | 400           | 1385  |
|                 | Australia            | 520            | 540           | –              | 540           | 440           | 1305  |
| 34              | Messico              | 360            | 360           | 500            | 360           | 420           | 1290  |
|                 | Belgio               | 460            | 480           | –              | 500           | 520           | 1200  |
| 35              | Bulgaria             | 320            | 300           | 420            | 300           | 340           | 1095  |
|                 | Georgia              | 380            | 320           | 400            | 280           | 0             | 1060  |
|                 | Nuova Zelanda        | 400            | 420           | –              | 420           | 380           | 1020  |
|                 | Corea del Nord       | 340            | 380           | –              | 380           | 360           | 905   |
| 36              | Turchia              | 300            | 280           | –              | 340           | 320           | 760   |
| 37              | Lussemburgo          | 260            | 340           | –              | 320           | 280           | 745   |
|                 | Sudafrica            | 220            | 240           | –              | 240           | 300           | 595   |
| 38              | Taipei cinese        | 240            | 260           | –              | 220           | –             | 545   |
| 39              | Hong Kong            | 180            | 220           | –              | 260           | 240           | 535   |
|                 | Turkmenistan         | 280            | 200           | –              | –             | –             | 430   |
| 40              | Emirati Arabi Uniti  | 200            | 160           | –              | 200           | –             | 420   |
| 41              | Bosnia ed Erzegovina | 140            | 180           | –              | 0             | 260           | 340   |
| 42              | Kuwait               | 120            | 140           | –              | –             | –             | 225   |
| 43              | Thailandia           | 160            | –             | –              | –             | –             | 160   |
| 44              | Kirghizistan         | 100            | –             | –              | –             | –             | 100   |

- Le squadre senza seeding non si sono iscritte alle qualificazioni olimpiche.

## Prequalificazioni - Primo turno
Le otto squadre iscritte con il seeding più basso hanno iniziato dal primo turno. Sono state suddivise in due gironi, la vincente di ciascuno dei quali ha avuto accesso al secondo turno.

### Girone N

#### Classifica
Gli incontri si sono disputati a Kockelscheuer, Lussemburgo dall'8 al 10 novembre 2019.
| Pos | Squadra              | G | V | VS | PS | P | GF | GS | DG  | Pt | Qualificazione                    |
| --- | -------------------- | - | - | -- | -- | - | -- | -- | --- | -- | --------------------------------- |
| 1   | Kirghizistan         | 3 | 3 | 0  | 0  | 0 | 29 | 10 | +19 | 9  | Prequalificazioni - Secondo turno |
| 2   | Emirati Arabi Uniti  | 3 | 2 | 0  | 0  | 1 | 15 | 16 | −1  | 6  |                                   |
| 3   | Lussemburgo (H)      | 3 | 1 | 0  | 0  | 2 | 17 | 11 | +6  | 3  |                                   |
| 4   | Bosnia ed Erzegovina | 3 | 0 | 0  | 0  | 3 | 7  | 31 | −24 | 0  |                                   |

### Girone O

#### Classifica
Gli incontri si sarebbero dovuti disputatare a Hong Kong, ma a causa delle proteste in corso il girone venne spostato a Sanya, Cina dal 7 al 10 novembre 2019.
| Pos | Squadra       | G | V | VS | PS | P | GF | GS | DG  | Pt | Qualificazione                    |
| --- | ------------- | - | - | -- | -- | - | -- | -- | --- | -- | --------------------------------- |
| 1   | Taipei cinese | 3 | 3 | 0  | 0  | 0 | 20 | 8  | +12 | 9  | Prequalificazioni - Secondo turno |
| 2   | Thailandia    | 3 | 2 | 0  | 0  | 1 | 21 | 8  | +13 | 6  |                                   |
| 3   | Hong Kong     | 3 | 1 | 0  | 0  | 2 | 19 | 14 | +5  | 3  |                                   |
| 4   | Kuwait        | 3 | 0 | 0  | 0  | 3 | 1  | 31 | −30 | 0  |                                   |

## Prequalificazioni - Secondo turno
Le dieci squadre con seeding compreso tra 27º e 36º posto hanno iniziato dal primo turno; a loro si aggiungono le due qualificate dal primo turno. Sono state suddivise in tre gironi, la vincente di ciascuno dei quali ha avuto accesso al terzo turno.

### Girone K

#### Classifica
Gli incontri si sono disputati a Brașov, Romania dal 12 al 15 dicembre 2019.
| Pos | Squadra                  | G | V | VS | PS | P | GF | GS | DG  | Pt | Qualificazione                  |
| --- | ------------------------ | - | - | -- | -- | - | -- | -- | --- | -- | ------------------------------- |
| 1   | Bosnia ed Erzegovina (H) | 3 | 3 | 0  | 0  | 0 | 43 | 3  | +40 | 9  | Prequalificazioni - Terzo turno |
| 2   | Islanda                  | 3 | 2 | 0  | 0  | 1 | 15 | 14 | +1  | 6  |                                 |
| 3   | Israele                  | 3 | 0 | 1  | 0  | 2 | 5  | 24 | −19 | 2  |                                 |
| 4   | Kirghizistan             | 3 | 0 | 0  | 1  | 2 | 10 | 32 | −22 | 1  |                                 |

### Girone L

#### Classifica
Gli incontri si sono disputati a Barcellona, Spagna dal 13 al 15 dicembre 2019. L'ultimo incontro, decisivo ai fini della classifica finale, tra Spagna e Paesi Bassi venne sospeso sullo 0-0 al termine del primo tempo a causa di problemi alla superficie ghiacciata. L'incontro venne recuperato il successivo 8 gennaio.
| Pos | Squadra       | G | V | VS | PS | P | GF | GS | DG  | Pt | Qualificazione                  |
| --- | ------------- | - | - | -- | -- | - | -- | -- | --- | -- | ------------------------------- |
| 1   | Paesi Bassi   | 3 | 3 | 0  | 0  | 0 | 36 | 5  | +31 | 9  | Prequalificazioni - Terzo turno |
| 2   | Spagna (H)    | 3 | 2 | 0  | 0  | 1 | 29 | 6  | +23 | 6  |                                 |
| 3   | Taipei cinese | 3 | 1 | 0  | 0  | 2 | 8  | 26 | −18 | 3  |                                 |
| 4   | Messico       | 3 | 0 | 0  | 0  | 3 | 3  | 39 | −36 | 0  |                                 |

### Girone M

#### Classifica
Gli incontri si sono disputati a Sisak, Croazia dal 13 al 15 dicembre 2019.
| Pos | Squadra     | G | V | VS | PS | P | GF | GS | DG  | Pt | Qualificazione                  |
| --- | ----------- | - | - | -- | -- | - | -- | -- | --- | -- | ------------------------------- |
| 1   | Croazia (H) | 3 | 3 | 0  | 0  | 0 | 24 | 4  | +20 | 9  | Prequalificazioni - Terzo turno |
| 2   | Serbia      | 3 | 2 | 0  | 0  | 1 | 16 | 5  | +11 | 6  |                                 |
| 3   | Turchia     | 3 | 1 | 0  | 0  | 2 | 9  | 19 | −10 | 3  |                                 |
| 4   | Bulgaria    | 3 | 0 | 0  | 0  | 3 | 2  | 23 | −21 | 0  |                                 |

## Prequalificazioni - Terzo turno
Le nove squadre con seeding compreso tra 18º e 26º posto hanno iniziato dal primo turno; a loro si aggiungono le tre qualificate dal secondo turno. Sono state suddivise in tre gironi, la vincente di ciascuno dei quali ha avuto accesso al torneo di qualificazione.

### Girone G

#### Classifica
Gli incontri si sono disputati a Jesenice, Slovenia dal 6 al 9 febbraio 2020.
| Pos | Squadra      | G | V | VS | PS | P | GF | GS | DG  | Pt | Qualificazione |
| --- | ------------ | - | - | -- | -- | - | -- | -- | --- | -- | -------------- |
| 1   | Slovenia (H) | 3 | 3 | 0  | 0  | 0 | 25 | 4  | +21 | 9  | Qualificazioni |
| 2   | Giappone     | 3 | 2 | 0  | 0  | 1 | 15 | 6  | +9  | 6  |                |
| 3   | Lituania     | 3 | 1 | 0  | 0  | 2 | 5  | 17 | −12 | 3  |                |
| 4   | Croazia      | 3 | 0 | 0  | 0  | 3 | 1  | 19 | −18 | 0  |                |

### Girone H

#### Classifica
Gli incontri si sono disputati a Nur-Sultan, Kazakistan dal 6 al 9 febbraio 2020.
| Pos | Squadra        | G | V | VS | PS | P | GF | GS | DG  | Pt | Qualificazione |
| --- | -------------- | - | - | -- | -- | - | -- | -- | --- | -- | -------------- |
| 1   | Polonia        | 3 | 3 | 0  | 0  | 0 | 17 | 3  | +14 | 9  | Qualificazioni |
| 2   | Kazakistan (H) | 3 | 2 | 0  | 0  | 1 | 17 | 5  | +12 | 6  |                |
| 3   | Ucraina        | 3 | 1 | 0  | 0  | 2 | 5  | 14 | −9  | 3  |                |
| 4   | Paesi Bassi    | 3 | 0 | 0  | 0  | 3 | 1  | 18 | −17 | 0  |                |

### Girone J

#### Classifica
Gli incontri si sono disputati a Nottingham, Gran Bretagna dal 6 al 9 febbraio 2020.
| Pos | Squadra         | G | V | VS | PS | P | GF | GS | DG  | Pt | Qualificazione |
| --- | --------------- | - | - | -- | -- | - | -- | -- | --- | -- | -------------- |
| 1   | Ungheria        | 3 | 2 | 1  | 0  | 0 | 11 | 4  | +7  | 8  | Qualificazioni |
| 2   | Regno Unito (H) | 3 | 2 | 0  | 0  | 1 | 12 | 8  | +4  | 6  |                |
| 3   | Romania         | 3 | 1 | 0  | 1  | 1 | 12 | 10 | +2  | 4  |                |
| 4   | Estonia         | 3 | 0 | 0  | 0  | 3 | 5  | 18 | −13 | 0  |                |

## Qualificazioni
I tre tornei di qualificazione olimpica si sarebbero dovuti disputare dal 27 al 30 agosto 2020, ma furono spostati al 26-29 agosto 2021 a causa della pandemia di COVID-19. Hanno visto protagoniste le nove squadre con il miglior seeding che non fossero direttamente qualificate e le tre vincitrici del terzo turno delle prequalificazioni.

### Girone D

#### Classifica
Gli incontri si sono disputati a Bratislava, Slovacchia dal 6 al 9 febbraio 2020.
| Pos | Squadra        | G | V | VS | PS | P | GF | GS | DG | Pt | Qualificazione  |
| --- | -------------- | - | - | -- | -- | - | -- | -- | -- | -- | --------------- |
| 1   | Slovacchia (H) | 3 | 3 | 0  | 0  | 0 | 9  | 3  | +6 | 9  | Torneo olimpico |
| 2   | Bielorussia    | 3 | 1 | 0  | 0  | 2 | 6  | 5  | +1 | 3  |                 |
| 3   | Austria        | 3 | 1 | 0  | 0  | 2 | 7  | 8  | −1 | 3  |                 |
| 4   | Polonia        | 3 | 1 | 0  | 0  | 2 | 3  | 9  | −6 | 3  |                 |

#### Incontri
| Bratislava 26 agosto 2021, ore 15:15 UTC+2 | Bielorussia                     | 0 – 1 (0:0; 0:0; 0:1) referto | Polonia | Ondrej Nepela Arena (150 spett.)\| Arbitri: \| Riku Brander Michael Tscherrigg \| |
| Arbitri:                                   | Riku Brander Michael Tscherrigg |                               |         |                                                                                   |

| Bratislava 26 agosto 2021, ore 19:15 UTC+2 | Austria                       | 1 – 2 (0:1; 0:1; 1:0) referto | Slovacchia | Ondrej Nepela Arena (4241 spett.)\| Arbitri: \| Roy Stian Hansen Linus Ohlund \| |
| Arbitri:                                   | Roy Stian Hansen Linus Ohlund |                               |            |                                                                                  |

| Bratislava 27 agosto 2021, ore 15:15 UTC+2 | Bielorussia                    | 5 – 2 (0:2; 5:0; 0:0) referto | Austria | Ondrej Nepela Arena (148 spett.)\| Arbitri: \| Andris Ansons Roy Stian Hansen \| |
| Arbitri:                                   | Andris Ansons Roy Stian Hansen |                               |         |                                                                                  |

| Bratislava 27 agosto 2021, ore 19:15 UTC+2 | Slovacchia                     | 5 – 1 (1:0; 3:1; 1:0) referto | Polonia | Ondrej Nepela Arena (3685 spett.)\| Arbitri: \| Linus Ohlund Michael Tscherrig \| |
| Arbitri:                                   | Linus Ohlund Michael Tscherrig |                               |         |                                                                                   |

| Bratislava 29 agosto 2021, ore 13:30 UTC+2 | Polonia                    | 1 – 4 (1:2; 0:1; 0:1) referto | Austria | Ondrej Nepela Arena (182 spett.)\| Arbitri: \| Andris Ansons Riku Brander \| |
| Arbitri:                                   | Andris Ansons Riku Brander |                               |         |                                                                              |

| Bratislava 29 agosto 2021, ore 17:30 UTC+2 | Slovacchia                     | 2 – 1 (1:0; 0:1; 1:0) referto | Bielorussia | Ondrej Nepela Arena (7105 spett.)\| Arbitri: \| Linus Ohlund Michael Tscherrig \| |
| Arbitri:                                   | Linus Ohlund Michael Tscherrig |                               |             |                                                                                   |

### Girone E

#### Classifica
Gli incontri si sono disputati a Riga, Lettonia dal 26 al 29 agosto 2021.
| Pos | Squadra      | G | V | VS | PS | P | GF | GS | DG  | Pt | Qualificazione  |
| --- | ------------ | - | - | -- | -- | - | -- | -- | --- | -- | --------------- |
| 1   | Lettonia (H) | 3 | 3 | 0  | 0  | 0 | 17 | 1  | +16 | 9  | Torneo olimpico |
| 2   | Francia      | 3 | 2 | 0  | 0  | 1 | 8  | 5  | +3  | 6  |                 |
| 3   | Ungheria     | 3 | 1 | 0  | 0  | 2 | 5  | 15 | −10 | 3  |                 |
| 4   | Italia       | 3 | 0 | 0  | 0  | 3 | 1  | 10 | −9  | 0  |                 |

#### Incontri
| Riga 26 agosto 2021, ore 15:30 UTC+3 | Francia                          | 5 – 3 (0:2; 3:0; 2:1) referto | Ungheria | Arena Riga (200 spett.)\| Arbitri: \| André Schrader Christoph Sternat \| |
| Arbitri:                             | André Schrader Christoph Sternat |                               |          |                                                                           |

| Riga 26 agosto 2021, ore 19:30 UTC+3 | Italia                        | 0 – 6 (0:2; 0:2; 0:2) referto | Lettonia | Arena Riga (4100 spett.)\| Arbitri: \| Mads Frandsen Maxim Sidorenko \| |
| Arbitri:                             | Mads Frandsen Maxim Sidorenko |                               |          |                                                                         |

| Riga 27 agosto 2021, ore 16:00 UTC+3 | Francia                       | 2 – 0 (0:0; 2:0; 0:0) referto | Italia | Arena Riga (197 spett.)\| Arbitri: \| Mads Frandsen Mikko Kaukokari \| |
| Arbitri:                             | Mads Frandsen Mikko Kaukokari |                               |        |                                                                        |

| Riga 27 agosto 2021, ore 20:00 UTC+3 | Lettonia                          | 9 – 0 (1:0; 0:0; 8:0) referto | Ungheria | Arena Riga (3250 spett.)\| Arbitri: \| Maxim Sidorenko Christoph Sternat \| |
| Arbitri:                             | Maxim Sidorenko Christoph Sternat |                               |          |                                                                             |

| Riga 29 agosto 2021, ore 13:00 UTC+3 | Ungheria                         | 2 – 1 (0:0; 1:0; 1:1) referto | Italia | Arena Riga (460 spett.)\| Arbitri: \| André Schrader Christoph Sternat \| |
| Arbitri:                             | André Schrader Christoph Sternat |                               |        |                                                                           |

| Riga 29 agosto 2021, ore 17:00 UTC+3 | Lettonia                        | 2 – 1 (1:0; 0:0; 1:1) referto | Francia | Arena Riga (7954 spett.)\| Arbitri: \| Mikko Kaukokari Maxim Sidorenko \| |
| Arbitri:                             | Mikko Kaukokari Maxim Sidorenko |                               |         |                                                                           |

### Girone F

#### Classifica
Gli incontri si sono disputati a Oslo, Norvegia dal 26 al 29 agosto 2021.
| Pos | Squadra       | G | V | VS | PS | P | GF | GS | DG  | Pt | Qualificazione  |
| --- | ------------- | - | - | -- | -- | - | -- | -- | --- | -- | --------------- |
| 1   | Danimarca     | 3 | 3 | 0  | 0  | 0 | 17 | 4  | +13 | 9  | Torneo olimpico |
| 2   | Norvegia (H)  | 3 | 2 | 0  | 0  | 1 | 11 | 7  | +4  | 6  |                 |
| 3   | Slovenia      | 3 | 1 | 0  | 0  | 2 | 11 | 12 | −1  | 3  |                 |
| 4   | Corea del Sud | 3 | 0 | 0  | 0  | 3 | 3  | 19 | −16 | 0  |                 |

#### Incontri
| Oslo 26 agosto 2021, ore 15:00 UTC+2 | Danimarca                      | 4 – 3 (3:0; 1:1; 0:2) referto | Slovenia | Nye Jordal Amfi (174 spett.)\| Arbitri: \| Lassi Heikkinen Sergey Yudakov \| |
| Arbitri:                             | Lassi Heikkinen Sergey Yudakov |                               |          |                                                                              |

| Oslo 26 agosto 2021, ore 19:00 UTC+2 | Corea del Sud                | 1 – 4 (1:2; 0:1; 0:1) referto | Norvegia | Nye Jordal Amfi\| Arbitri: \| Christoffer Holm Peter Stano \| |
| Arbitri:                             | Christoffer Holm Peter Stano |                               |          |                                                               |

| Oslo 27 agosto 2021, ore 17:00 UTC+2 | Danimarca                       | 11 – 1 (1:1; 7:0; 3:0) referto | Corea del Sud | Nye Jordal Amfi (207 spett.)\| Arbitri: \| Geoffrey Barcelo Sergey Yudakov \| |
| Arbitri:                             | Geoffrey Barcelo Sergey Yudakov |                                |               |                                                                               |

| Oslo 27 agosto 2021, ore 21:00 UTC+2 | Norvegia                    | 7 – 4 (3:2; 3:0; 1:2) referto | Slovenia | Nye Jordal Amfi (2490 spett.)\| Arbitri: \| Lassi Heikkinen Peter Stano \| |
| Arbitri:                             | Lassi Heikkinen Peter Stano |                               |          |                                                                            |

| Oslo 29 agosto 2021, ore 12:00 UTC+2 | Slovenia                         | 4 – 1 (0:1; 3:0; 1:0) referto | Corea del Sud | Nye Jordal Amfi (97 spett.)\| Arbitri: \| Geoffrey Barcelo Lassi Heikkinen \| |
| Arbitri:                             | Geoffrey Barcelo Lassi Heikkinen |                               |               |                                                                               |

| Oslo 29 agosto 2021, ore 16:00 UTC+2 | Norvegia                        | 0 – 2 (0:0; 0:1; 0:1) referto | Danimarca | Nye Jordal Amfi (2500 spett.)\| Arbitri: \| Christoffer Holm Sergey Yudakov \| |
| Arbitri:                             | Christoffer Holm Sergey Yudakov |                               |           |                                                                                |